# Ordina Open 2009 - Qualificazioni singolare maschile
Le qualificazioni del singolare maschile dell'Ordina Open 2009 sono state un torneo di tennis preliminare per accedere alla fase finale della manifestazione. I vincitori dell'ultimo turno sono entrati di diritto nel tabellone principale. In caso di ritiro di uno o più giocatori aventi diritto a questi sono subentrati i lucky loser, ossia i giocatori che hanno perso nell'ultimo turno ma che avevano una classifica più alta rispetto agli altri partecipanti che avevano comunque perso nel turno finale.
Le qualificazioni del torneo Ordina Open  2009 prevedevano 29 partecipanti di cui 4 sono entrati nel tabellone principale.

## Teste di serie
1. Benjamin Becker (Qualificato)
2. Kristof Vliegen (Qualificato)
3. Thiemo De Bakker (Qualificato)
4. Dick Norman (Qualificato)

1. George Bastl (primo turno)
2. Filip Prpic (ultimo turno)
3. Jun Woong-sun (primo turno)
4. Toshihide Matsui (primo turno)

## Qualificati
1. Benjamin Becker
2. Kristof Vliegen

1. Thiemo De Bakker
2. Dick Norman

## Tabellone

### Legenda
| - Q = Qualificato - WC = Wild card - LL = Lucky loser | - ALT = Alternate - SE = Special Exempt - PR = Protected Ranking | - w/o = Walkover - r = Ritirato - d = Squalificato |

### Sezione 1
|  | Primo turno                 | Primo turno                 | Primo turno                 | Primo turno | Primo turno |  |  | Secondo turno               | Secondo turno               | Secondo turno               | Secondo turno | Secondo turno |   |   | Ultimo turno | Ultimo turno    | Ultimo turno | Ultimo turno | Ultimo turno |  |
|  |                             |                             |                             |             |             |  |  |                             |                             |                             |               |               |   |   |              |                 |              |              |              |  |
|  |                             |                             |                             |             |             |  |  |                             |                             |                             |               |               |   |   |              |                 |              |              |              |  |
|  |                             |                             |                             |             |             |  |  | 1                           | Benjamin Becker             | Benjamin Becker             | 6             | 7             |   |   |              |                 |              |              |              |  |
|  | Maxime Bonami               | Maxime Bonami               | Maxime Bonami               | 7           | 6           |  |  |                             | Maxime Bonami               | Maxime Bonami               | 2             | 68            |   |   |              |                 |              |              |              |  |
|  | Tobias Klein                | Tobias Klein                | Tobias Klein                | 63          | 3           |  |  |                             |                             |                             |               |               |   |   | 1            | Benjamin Becker | 6            | 3            | 6            |  |
|  | Holger Zuehlsdorff-Pavlovic | Holger Zuehlsdorff-Pavlovic | Holger Zuehlsdorff-Pavlovic | 6           | 7           |  |  |                             |                             |                             | Scott Lipsky  | 4             | 6 | 3 |              |                 |              |              |              |  |
|  | Phillippe Brand             | Phillippe Brand             | Phillippe Brand             | 3           | 5           |  |  | Holger Zuehlsdorff-Pavlovic | Holger Zuehlsdorff-Pavlovic | Holger Zuehlsdorff-Pavlovic | 0             | 2             |   |   |              |                 |              |              |              |  |
|  |                             | Scott Lipsky                | Scott Lipsky                | 6           | 6           |  |  | Scott Lipsky                | Scott Lipsky                | Scott Lipsky                | 6             | 6             |   |   |              |                 |              |              |              |  |
|  | 8                           | Toshihide Matsui            | Toshihide Matsui            | 2           | 3           |  |  |                             |                             |                             |               |               |   |   |              |                 |              |              |              |  |

### Sezione 2
|  | Primo turno         | Primo turno         | Primo turno         | Primo turno | Primo turno |  |  | Secondo turno   | Secondo turno   | Secondo turno   | Secondo turno   | Secondo turno   |   |   | Ultimo turno | Ultimo turno    | Ultimo turno    | Ultimo turno | Ultimo turno |  |
|  |                     |                     |                     |             |             |  |  |                 |                 |                 |                 |                 |   |   |              |                 |                 |              |              |  |
|  |                     |                     |                     |             |             |  |  |                 |                 |                 |                 |                 |   |   |              |                 |                 |              |              |  |
|  |                     |                     |                     |             |             |  |  | 2               | Kristof Vliegen | Kristof Vliegen | 6               | 6               |   |   |              |                 |                 |              |              |  |
|  | Mait Kunnap         | Mait Kunnap         | Mait Kunnap         | 7           | 7           |  |  |                 | Mait Kunnap     | Mait Kunnap     | 4               | 2               |   |   |              |                 |                 |              |              |  |
|  | Rogier Wassen       | Rogier Wassen       | Rogier Wassen       | 6           | 5           |  |  |                 |                 |                 |                 |                 |   |   | 2            | Kristof Vliegen | Kristof Vliegen | 6            | 7            |  |
|  | Dušan Vemić         | Dušan Vemić         | Dušan Vemić         | 6           | 6           |  |  |                 |                 |                 | Andrew Anderson | Andrew Anderson | 1 | 5 |              |                 |                 |              |              |  |
|  | Pablo Martin-Adalia | Pablo Martin-Adalia | Pablo Martin-Adalia | 3           | 2           |  |  | Dušan Vemić     | Dušan Vemić     | Dušan Vemić     | 4               | 1               |   |   |              |                 |                 |              |              |  |
|  |                     | Andrew Anderson     | Andrew Anderson     | 6           | 6           |  |  | Andrew Anderson | Andrew Anderson | Andrew Anderson | 6               | 6               |   |   |              |                 |                 |              |              |  |
|  | 5                   | George Bastl        | George Bastl        | 4           | 4           |  |  |                 |                 |                 |                 |                 |   |   |              |                 |                 |              |              |  |

### Sezione 3
|  | Primo turno      | Primo turno      | Primo turno  | Primo turno | Primo turno |  |  | Secondo turno    | Secondo turno    | Secondo turno    | Secondo turno    | Secondo turno    |   |   | Ultimo turno | Ultimo turno     | Ultimo turno     | Ultimo turno | Ultimo turno |  |
|  |                  |                  |              |             |             |  |  |                  |                  |                  |                  |                  |   |   |              |                  |                  |              |              |  |
|  |                  |                  |              |             |             |  |  |                  |                  |                  |                  |                  |   |   |              |                  |                  |              |              |  |
|  |                  |                  |              |             |             |  |  | 3                | Thiemo De Bakker | Thiemo De Bakker | 7                | 6                |   |   |              |                  |                  |              |              |  |
|  | Andrei Pavel     | Andrei Pavel     | Andrei Pavel | 6           | 7           |  |  |                  | Andrei Pavel     | Andrei Pavel     | 65               | 3                |   |   |              |                  |                  |              |              |  |
|  | Horia Tecău      | Horia Tecău      | Horia Tecău  | 3           | 610         |  |  |                  |                  |                  |                  |                  |   |   | 3            | Thiemo De Bakker | Thiemo De Bakker | 6            | 6            |  |
|  | František Čermák | František Čermák | 6            | 3           | 7           |  |  |                  |                  |                  | František Čermák | František Čermák | 1 | 2 |              |                  |                  |              |              |  |
|  | Peter Wessels    | Peter Wessels    | 3            | 6           | 65          |  |  | František Čermák | František Čermák | 6                | 3                | 6                |   |   |              |                  |                  |              |              |  |
|  |                  | Sascha Kloer     | 3            | 6           | 7           |  |  | Sascha Kloer     | Sascha Kloer     | 3                | 6                | 2                |   |   |              |                  |                  |              |              |  |
|  | 7                | Jun Woong-sun    | 6            | 4           | 68          |  |  |                  |                  |                  |                  |                  |   |   |              |                  |                  |              |              |  |

### Sezione 4
|  | Primo turno          | Primo turno          | Primo turno      | Primo turno | Primo turno |  |  | Secondo turno | Secondo turno    | Secondo turno    | Secondo turno | Secondo turno |   |   | Ultimo turno | Ultimo turno | Ultimo turno | Ultimo turno | Ultimo turno |  |
|  |                      |                      |                  |             |             |  |  |               |                  |                  |               |               |   |   |              |              |              |              |              |  |
|  | 4                    | Dick Norman          | 6                | 3           | 7           |  |  |               |                  |                  |               |               |   |   |              |              |              |              |              |  |
|  |                      | Peter Torebko        | 4                | 6           | 5           |  |  | 4             | Dick Norman      | Dick Norman      | 6             | 6             |   |   |              |              |              |              |              |  |
|  | Eric Butorac         | Eric Butorac         | 7                | 3           | 6           |  |  |               | Eric Butorac     | Eric Butorac     | 4             | 2             |   |   |              |              |              |              |              |  |
|  | Michal Mertiňák      | Michal Mertiňák      | 5                | 6           | 3           |  |  |               |                  |                  |               |               |   |   | 4            | Dick Norman  | Dick Norman  | 6            | 7            |  |
|  | Julien Cassaigne     | Julien Cassaigne     | 6                | 3           | 6           |  |  |               |                  | 6                | Filip Prpic   | Filip Prpic   | 2 | 5 |              |              |              |              |              |  |
|  | Juan-Francisco Spina | Juan-Francisco Spina | 4                | 6           | 3           |  |  |               | Julien Cassaigne | Julien Cassaigne | 3             | 4             |   |   |              |              |              |              |              |  |
|  | 6                    | Filip Prpic          | Filip Prpic      | 6           | 7           |  |  | 6             | Filip Prpic      | Filip Prpic      | 6             | 6             |   |   |              |              |              |              |              |  |
|  |                      | Robert Lindstedt     | Robert Lindstedt | 4           | 5           |  |  |               |                  |                  |               |               |   |   |              |              |              |              |              |  |